# Jason Wiles
Jason Austin Wiles (* 25. April 1970 in Kansas City, Missouri) ist ein US-amerikanischer Schauspieler, Regisseur und Produzent.

## Leben und Karriere
Jason Wiles wuchs in Lenexa, Kansas auf. Nachdem er die High School abgeschlossen hatte, war er unentschlossen, was seine Zukunft betraf. Als 1990 der Film Mr. & Mrs. Bridge in Kansas City gedreht wurde, begann er sich für die Schauspielerei zu interessieren. Kurze Zeit später zog er nach Los Angeles, wo er zuerst in Werbespots auftrat sowie im Musikvideo zu Always von Bon Jovi. Seinen Durchbruch hatte er mit einer Rolle in der Fernsehserie Beverly Hills, 90210.
Es folgten weitere Filme und Gastauftritte in Fernsehserien wie zum Beispiel in Emergency Room – Die Notaufnahme und Welcome, Mrs. President. Von 1999 bis 2005 spielte Wiles eine Hauptrolle in der erfolgreichen Fernsehserie Third Watch – Einsatz am Limit.
Im Sommer 2002 wirkte er an der Seite von Malachy McCourt in dem Theaterstück Mass Appeal mit. 2003 spielte er in dem Stück Safe mit, welches sein Kollege Anthony Ruivivar aus Third Watch mit verfasst hat. Im Jahr 2005 begann er mit der Arbeit an dem Film Lenexa, 1 Mile, für den er das Drehbuch geschrieben hatte und bei dem er Regie führte.
Wiles ist seit dem 16. November 2002 mit Joanne Roberts verheiratet. Zusammen haben sie zwei Kinder (eine Tochter und einen Sohn).

## Filmografie (Auswahl)

### Filme
- 1994: Bad Boys Never Die
- 1995: Windrunner
- 1995: Higher Learning – Die Rebellen (Higher Learning)
- 1995: Kicking and Screaming
- 2004: Open House
- 2005: Heart of the Beholder
- 2007: Zodiac – Die Spur des Killers (Zodiac)
- 2008: Living Hell
- 2012: MoniKa
- 2013: The Jogger
- 2017: Escaping Dad
- 2019: Sunny Daze
- 2023: Your Lucky Day

### Fernsehserien
- 1995–1996: Beverly Hills, 90210 (32 Folgen)
- 1998: In guten wie in schlechten Tagen (To Have & to Hold, 3Folgen)
- 1999–2005: Third Watch – Einsatz am Limit (Third Watch, 132 Folgen)
- 2002: Emergency Room – Die Notaufnahme (ER, Folge 8x19)
- 2005: Welcome, Mrs. President (Commander in Chief, 4 Folgen)
- 2006: Six Degrees (Folge 1x03)
- 2006, 2010: Criminal Minds (2 Folgen)
- 2007: Army Wives (2 Folgen)
- 2008: In Plain Sight – In der Schusslinie (In Plain Sight, Folge 1x09)
- 2010: Persons Unknown (13 Folgen)
- 2010: Law & Order: Special Victims Unit (Folge 12x06)
- 2011: Castle (Folge 3x15 Der letzte Nagel)
- 2011: CSI: NY (drei Folgen)
- 2013: The Bridge – America (Folgen 1x02–1x03)
- 2015: Scream
- 2020: Deputy – Einsatz Los Angeles (Deputy, Folge 1x06)
- 2021: Navy CIS (Folgen 19x02, 19x08 Der Boss ist tot, Scharfe Waffen)
- 2022: 9-1-1 (Folge 3x07)
- 2023: Will Trent (Folge 1x09)
- 2024: The Rookie (Folge 6x4)

#### Regie
- 2006: Lenexa, 1 Mile

#### Produktion
- 2004: Open House
- 2006: Lenexa, 1 Mile